# クロピドグレル
クロピドグレル（Clopidogrel）は、チエノピリジン系の抗血小板剤の1つであり、虚血性心疾患、閉塞性動脈硬化症、脳血管障害での血栓生成抑制ならびに心筋梗塞予防に用いられる。商品名プラビックス（開発コードSR25990C）。血小板膜上のアデノシン二リン酸(ADP)受容体であるP2Y12を阻害する。ただし、クロピドグレルはプロドラッグであって、活性体になるには主にCYP2C19による代謝を受ける必要があるものの、CYP2C19には活性の高いヒトと活性の低いヒトが存在しているために、薬効の出現には個体差が大きい。チクロピジンより副作用の頻度が低いが、時に致死的な出血、重篤な好中球減少症、血栓性血小板減少性紫斑病などの副作用を生じる。アスピリンとの合剤（商品名コンプラビン配合錠）が販売されている。

## 特徴
チクロピジンと共通のチエノピリジン骨格を有する第2世代のチエノピリジン。分子内にキラル中心を1つ持っているため1組の鏡像異性体が存在するものの、このうちS体のみがクロピドグレルとして用いられる。したがって、クロピドグレルの溶液は光学活性を持っている。なお、立体配置と旋光の方向との間に関連性はないが、クロピドグレルの溶液の場合は右旋性を示す。

## 効能・効果
日本で承認されている効能・効果は、下記の通りである。コンプラビン配合錠は2の虚血性心疾患についてのみ承認されている。
1. 虚血性脳血管障害（心原性脳塞栓症を除く）後の再発抑制
2. 経皮的冠動脈形成術(PCI)が適用される下記の虚血性心疾患
急性冠症候群（不安定狭心症、非ST上昇心筋梗塞、ST上昇心筋梗塞）、安定狭心症、陳旧性心筋梗塞
3. 末梢動脈疾患における血栓・塞栓形成の抑制

これらに含まれる用途として、ステントの狭窄・血栓症の予防にも用いられる。この場合の投与期間はステントにより異なる。
クロピドグレル等を用いた下記の疾患に対する治療が、アメリカ心臓協会および米国心臓病学会から推奨されている。
- 下記を含むST上昇型心筋梗塞(STEMI)の治療[5]
  - 経皮的冠動脈形成術(PCI)施行に先立つローディングドーズの投与、血管ステント留置後の1年以上の投与
  - 線溶療法に先立つローディングドーズの投与、14日以上の継続投与
- 非ST上昇型心筋梗塞(NSTEMI)または不安定狭心症の治療[6]
  - PCI術後またはアスピリン治療に不忍容の場合のローディングドーズの投与とメンテナンス治療
  - 中〜高リスク患者が非侵襲性治療を選択した場合の12ヶ月までのメンテナンス治療
- 安定虚血性心疾患[7] 治療へのクロピドグレルの単剤使用は、アスピリン治療に不忍容の患者やクロピドグレルとアスピリンの併用療法が高リスクである患者に対する「妥当」なオプションとされている。

冠状動脈ステント留置後の血栓症予防を目的に、クロピドグレル・アスピリン併用療法が実施される。アスピリンに不忍容の場合は他の抗血小板薬が用いられる。
合意に基づく治療ガイドラインは消化管出血の既往を有する患者に対しても、アスピリンよりクロピドグレルを奨めている。この様な患者ではアスピリンのプロスタグランジン合成阻害が状態を増悪させ得るからである。しかし、アスピリン誘発性潰瘍治癒後の患者では、クロピドグレルよりもアスピリンとプロトンポンプ阻害薬（エソメプラゾール）の併用の方が潰瘍再出血の危険が低い。急性冠症候群後の再発予防にプロトンポンプ阻害薬とクロピドグレルを併用すると、心血管系の有害事象が増加する。

## 副作用
臨床試験では、アスピリンを併用しない場合で29.1%、併用する場合で35.6%の患者に副作用が見られた。
添付文書に記載されている重大な副作用は、
- 時に致死的な出血（脳出血などの頭蓋内出血(<1%)、硬膜下血腫(<0.1%)、吐血、下血(<1%)、胃腸出血(<1%)、眼底出血(<1%)、関節血腫(<0.1%)等）、血栓性血小板減少性紫斑病(TTP)[11][12]、血小板減少、無顆粒球症、再生不良性貧血、汎血球減少症、
- 胃・十二指腸潰瘍、ALT(GPT)上昇、γ‐GTP上昇、AST(GOT)上昇、黄疸、急性肝不全、肝炎、黄疸、
- 間質性肺炎(< 0.1%)、好酸球性肺炎、後天性血友病、横紋筋融解症、
- 中毒性表皮壊死融解症(Toxic Epidermal Necrolysis:TEN)、皮膚粘膜眼症候群（スティーブンス・ジョンソン症候群）、多形滲出性紅斑、急性汎発性発疹性膿疱症、薬剤性過敏症症候群

である。（頻度未記載は頻度不明）
長期服用時の出血回数は、アスピリンの併用で増加する。
クロピドグレルの臨床試験の1つであるCURE試験では、ST上昇のない急性冠症候群に対してアスピリン＋クロピドグレルまたはアスピリン＋偽薬が1年間投与された。出血の発生率は下記の通りであった。
- - 全ての大出血：クロピドグレル 3.7%、偽薬 2.7%
  - 危篤に至る出血：クロピドグレル 2.2%、偽薬 1.8%
  - 出血性脳卒中：クロピドグレル 0.1%、偽薬 0.1%

CAPRIE試験では脳梗塞または虚血性心発作後の患者の二次予防薬としてクロピドグレル単剤とアスピリン単剤とが比較された（投与期間1.6年間）。出血の発生率は以下の通りであった。
- - 消化管出血：クロピドグレル 2.0%、アスピリン 2.7%
  - 頭蓋内出血：クロピドグレル 0.4%、アスピリン 0.5%

非出血性副作用の発現率は、CURE試験では両群で差が認められなかった。CAPRIE試験では、アスピリンよりも発現率の高い副作用は瘙痒感のみであった。

## 相互作用
クロピドグレルは以下の薬剤と薬物相互作用する。
フェニトイン、タモキシフェン、トルブタミド、トラセミド、フルバスタチン、
抗凝血剤のワルファリン、ヘパリン、アルデパリン、ダルテパリン、ダナパロイド、エノキサパリン、チンザパリン、アニストレプラーゼ、ジピリダモール、ストレプトキナーゼ、チクロピジン、ウロキナーゼ

### プロトンポンプ阻害薬
プロトンポンプ阻害薬のオメプラゾールまたはエソメプラゾールはクロピドグレルの活性化に必要なCYP2C19を阻害するので、クロピドグレルの効果が減弱する。
2009年11月、米国FDAは、プロトンポンプ阻害薬の併用でクロピドグレルの効果が減弱するおそれがある が、パントプラゾールは安全であると思われると公表した。新しい抗血小板薬であるプラスグレルはオメプラゾール等との相互作用が最小限に抑えられているのでプロトンポンプ阻害薬を服用中の患者には望ましい。
2009年5月、欧州医薬品庁はクロピドグレルとプロトンポンプ阻害薬の相互作用の可能性について公式見解を発表した。しかし、心臓専門医の一部からは、見解が限定的であり、クロピドグレルとプロトンポンプ阻害薬との相互作用が実在するか否か定かではないとの意見が表明された。

### セイヨウオトギリ
セイヨウオトギリはCYP3A4の活性を増加させるので、クロピドグレルの作用を増強し、出血リスクを増加させる。

### 喫煙
急性冠症候群後の患者に使用した場合の有効性は、非喫煙者では限定的である。煙草による作用増強は、クロピドグレルではプラスグレルやチカグレロルより大きい思われる。理由は定かではないが、喫煙者ではクロピドグレルを酸化するシトクロムP450の1種であるCYP1A2が誘導されている 事がその理由の1つではないかと考えられる。

### 糖尿病
糖尿病患者ではクロピドグレルの薬物動態が変化して、有効性が低下する可能性がある。

### モルヒネ
モルヒネは未知の機序によりクロピドグレルの吸収を阻害し、活性化体のAUCを34%減少させて血小板凝固の最大阻害を平均2時間遅延させる。

## 作用機序
クロピドグレルはプロドラッグであり、活性化にはCYP酵素（主にCYP2C19、他にCYP3A4、CYP1A2、CYP2B6:55）が必要である。しかし過半数の分子は先にエステラーゼによりメチルエステルが加水分解されて不活性体SR26334に代謝される。CYP2C19には遺伝子多型が知られており、活性が高過ぎても低過ぎても活性化体H4の濃度は低くなる。活性化体H4は血小板膜上のADP受容体のP2Y12サブユニットに2つのジスルフィド結合で非可逆的に結合 してその機能を阻害する。P2Y12サブユニットは血小板の活性化およびフィブリンとの結合において大きな役割を果たす ので、これが阻害される事で血小板凝集が阻害される。
活性化体H4には光学活性中心が2つ（元の分子が持つキラル中心C7とチオエステル開裂後に新たに生じるキラル中心C4）と二重結合が1つ（C6-C13）あるので、合計8つの異性体が考えられるが、この内薬物活性を持つものは1つである。チオール基の反応性が極めて高いのでC4の構造を直接決定することはできていないが、同種同効薬であるプラスグレルの研究からは、R体であると思われる。

## 薬物動態

クロピドグレル（左上）の活性化機序。同種同効薬のプラスグレルとは異なり、第1段階はCYP2C19等によるチオフェン環の酸化である。左下と右下の構造は互変異性の関係にある。最終段階でチオエステルが加水分解され、チオール基が露出する。チオール基とカルボン酸基はC3–C16の二重結合に対してシス（Z）配置である。活性化体H4で新たに生ずる不斉炭素C4はR配置であると思われる。

クロピドグレルの消化管からの吸収率は約7割とされる:53。吸収されたクロピドグレルは、消化管から吸収された後に初回通過効果を受けて加水分解または酸化されて、服用後の血中からは未変化体はほとんど検出されない:55。（定量法の検出限界は5pg/mLである。）加水分解された代謝物SR26334は不活性であり、酸化された代謝物のチオフェン環が開裂したものが活性化体H4である。最初に加水分解されるか酸化されるかは患者の酵素活性によるので完全な予知は不可能であるが、酸化酵素CYP3C19の活性（遺伝子多型）を調べる事である程度予測できる。
クロピドグレル単回投与後2時間で抗血小板効果が出現することが示されているが、効果が定常状態に達するまで3日程度掛かる:31ので、早期に効果を得るためにローディングドーズとして初回に300mgを投与することがある。一方で、投与を中止してから血小板の機能が回復するまでに5日間を要する。
活性化体H4の推定半減期は0.5-1.0時間であり、血小板のADP受容体とジスルフィド結合を形成する。
14Cで標識したクロピドグレルを経口投与すると、5日間で41%が尿中に、51%が糞中に排泄される。主な排泄型は、加水分解体のカルボキシル基のグルクロン酸抱合体である。
SR26334は投与後1時間前後で最大血中濃度に達し、その薬物動態は投与量50-150mgの範囲で直線的である。
クロピドグレルおよびSR26334はin vitro では血漿蛋白質と可逆的に結合（それぞれ、96-99%、92-95%）する。蛋白結合はin vitro では110µg/mLまで、飽和しなかった。
肝硬変を有する患者ではエステラーゼ活性が低下しており、単回投与後の未変化体濃度が1.72±2.0（SD）ng/mLから111.6±157.5 ng/mLへと上昇した:46。（活性化体のAUCについては検討されていない。）

## 遺伝子多型

### CYP2C19
クロピドグレルの活性化に重要なCYP2C19には遺伝子多型が知られている。CYP2C19 *1、CYP2C19 *2、CYP2C19 *3、CYP2C19 *17である。2本の遺伝子の最も多い組み合わせは*1/*1であり、高代謝群EM（Extensive Metabolizer）として、*1/*2または*1/*3は中程度代謝群IM（Intermidiate Metabolizer）、*2/*2、*2/*3、*3/*3は低代謝群PM（Poor Metabolizer）、*1/*17または*17/*17は超高代謝群UM（Ultrarapid Metabolizer）とすると、活性体H4の薬物動態パラメータ（Cmax、AUC0‐Tlast）はEMで最も高く、IMとUMでは3⁄4程度、PMでは1⁄4程度である:45。日本人では18〜22.5%がPMであり、クロピドグレルの効果が期待できない。CYP2C19多形がEMでない場合、EMの患者に比べて死亡または合併症のリスクが1.5〜3.5倍増加する。この様な例でチクロピジンが有効であった症例が報告されている。また類薬のプラスグレルはエステラーゼで加水分解される事で活性化されるので、CYP2C19多形の影響を受けない。
2010年3月、米国FDAはクロピドグレルの添付文書に、CYP2C19のPMについては治療が失敗する可能性が高く、多形について臨床検査の手段があることを示す黒枠警告を設置させた。CYP2C19の活性がEMでない患者（特にPM）では血小板阻害効果が低く、死亡、心発作、脳梗塞などの心血管イベントが発生する危険が3.58倍高い。
CYP2C19の遺伝子検査は可能であるが、少なからぬコストが掛かる。代替法として患者個人の血小板凝集能を直に測定することができるが、体系的に実施されている試験ではない。効果が不充分であることが判明したら、クロピドグレルを増量するか他剤（プラスグレルやチクロピジン等）に変更すべきである。CYP2C19多形に合わせた至適投与量も検討されている。

### その他
ABCB1 は薬物輸送に関与する蛋白質をコードしている。3435 TT の遺伝子変異があると、クロピドグレルの生物学的利用能が低下し、心疾患の発生リスクが増加する。この変異はプラスグレルやチカグレロルには影響しない。
シトクロムの1種であるCYP3A5もまた臨床的に影響をもたらす。一方で、P2Y12の遺伝子多型は影響を与えない。
これら全ての項目を考慮しても、まだ説明できない個人差が5%程度存在する。

## 獣医学領域への応用
クロピドグレルはまたネコの血小板凝集を減少させるのに有効であることが示されており、ネコ大動脈の血栓塞栓症の予防への適用が提案されている。